# Solenopsis tridens
Solenopsis tridens é uma espécie de formiga do gênero Solenopsis, pertencente à subfamília Myrmicinae.